# 3041 Веб
3041 Веб (3041 Webb) је астероид главног астероидног појаса са средњом удаљеношћу од Сунца која износи 2,585 астрономских јединица (АЈ).
Апсолутна магнитуда астероида је 12,5.